# Cry (canção de Ashnikko)
"Cry" é uma canção da cantora e compositora americana Ashnikko com participação da cantora e compositora canadense Grimes. Foi lançado em 17 de junho de 2020 pela Parlophone Records como o primeiro single da mixtape de estréia de Ashnikko, Demidevil. Foi produzido por Ebenezer e escrito por Ashnikko, Grimes, Ebenezer e Faangs. Uma faixa de nu metal, rap rock e hyperpop, suas letras são dedicadas à ex-melhor amiga de Ashnikko que fez sexo com seu ex-namorado.
A música foi recebida com críticas geralmente positivas dos críticos de música e foi incluída na lista da NPR das melhores músicas de 2020. O videoclipe animado em CGI no estilo anime para a música foi dirigido por Mike Anderson e lançado no mesmo dia que a música. Foi nomeado para Melhor Vídeo Pop – Reino Unido no UK Music Video Awards de 2020.

## Antecedentes e lançamento

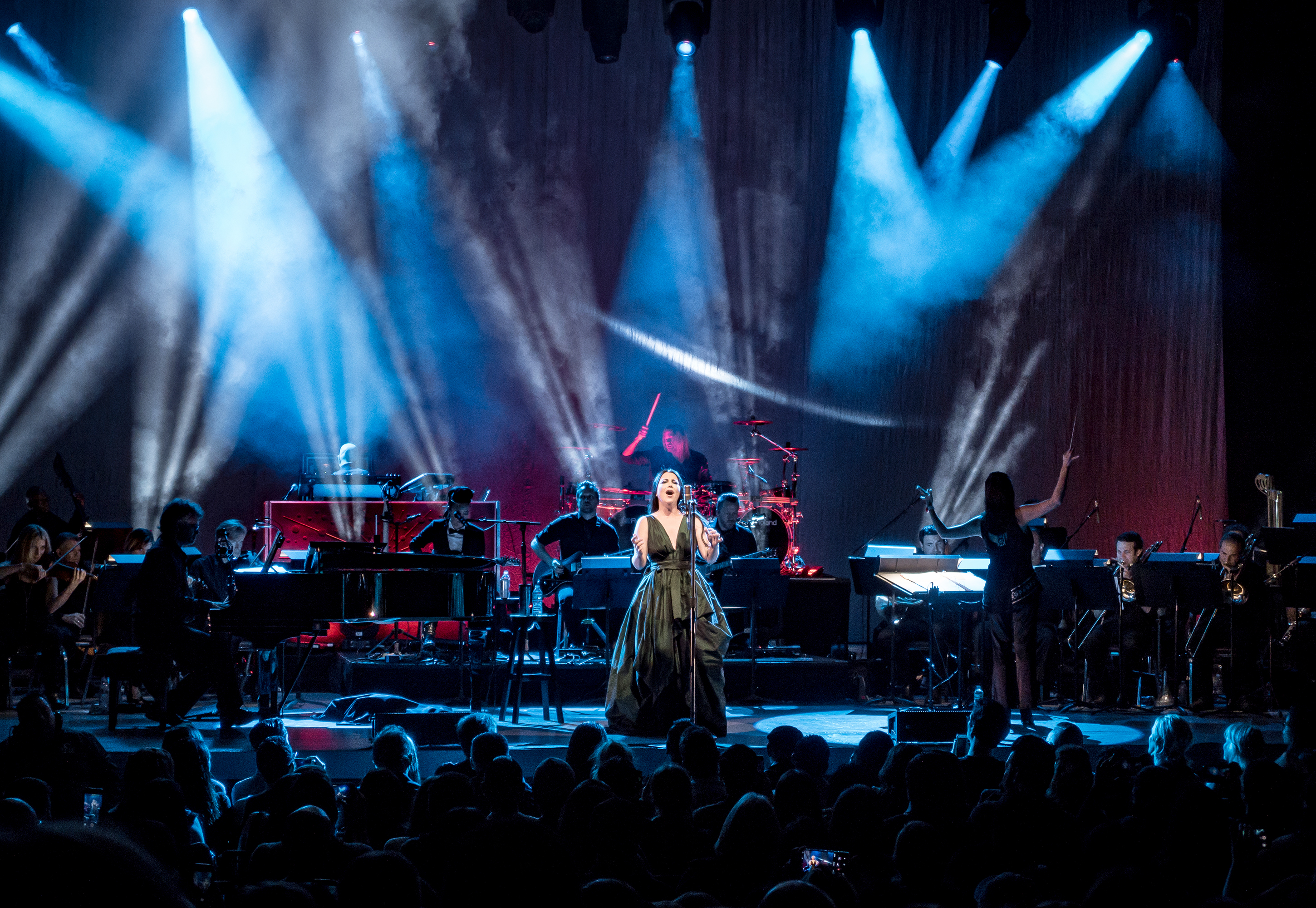
"Cry" foi inspirado pela banda de rock americana, Evanescence (na foto).

Ashnikko originalmente escreveu "Cry" com o desejo de escrever uma música que lembrasse a banda de rock americana Evanescence, como uma piada, mas acabou gostando do som da faixa e decidiu expandi-la. Depois que Grimes seguiu Ashnikko no Instagram, Ashnikko enviou uma mensagem direta pedindo que ela participasse  como artista convidada em uma de suas canções, com a qual Grimes concordou. A canção foi co-escrita com o cantor e compositor canadense, Faangs.
A música foi anunciada em 27 de maio de 2020, enquanto sua data de lançamento foi originalmente anunciada para 3 de junho de 2020 pela conta do Twitter de Ashnikko. O lançamento foi adiado em resposta aos protestos contra a morte de George Floyd, com Ashnikko twittando "Agora NÃO é a hora de promover música". A música foi lançada como o primeiro single de sua mixtape de 2021, Demidevil, e se tornou o primeiro lançamento de Grimes após dar à luz a X Æ A-12, seu filho com Elon Musk. A faixa foi lançada em 17 de junho de 2020. Uma versão heavy metal da música com a banda Employed to Serve foi lançada em 4 de agosto de 2020.

## Composição
"Cry" foi descrito como nu metal, rap rock, e hyperpop. Um riff de guitarra "emo-adjacente" distorcido e batidas de trap compõem a instrumentação da música. O primeiro verso é cantado em rap por Ashnikko, que transita para um refrão cantado por ela em uma voz rouca, com um "grito" com belting, seguido pelo segundo verso cantado por Grimes em um "sinistro" sussurrar. A letra da música foi escrita sobre uma velha melhor amiga de Ashnikko que fez sexo com seu ex-namorado, com Ashnikko perguntando à amiga: "Vadia, você está tentando me fazer chorar?/Você está tentando me fazer perder?". O verso de Grimes apresenta reverberação pesada e faz referência à peça de William Shakespeare, Ricardo III, com a letra "Este é o inverno do meu descontentamento". Fred Thomas, do AllMusic, descreveu a música como "agitada", enquanto Elly Watson do DIY, a descreveu como "animada". Ed Power da Hot Press considerou-a "aterrorizante".

## Recepção crítica
Brendan Wetmore, da Paper, chamou a música de "uma explosão ambiciosa de raiva" e "uma das [canções] mais expansivas [de Ashnikko], sonoramente". Ashley Reese, do Jezebel, escreveu que a faixa "faz um ótimo trabalho ao defender que o revival do nu-metal é para as garotas", acrescentando: "Honestamente, minha única reclamação é que a música de dois minutos e cinco segundos não é mais longa." Megan Townsend, da Crack Magazine, escreveu que "Cry" foi uma "boa introdução ao mundo [de Ashnikko] como qualquer", chamando-o de "brilhante". Chris DeVille, do Stereogum, chamou-o de "trituração" e "alimentado por guitarra", afirmando: "No que diz respeito aos híbridos modernos de nu-metal/pop, é tão bom quanto qualquer coisa que Rina Sawayama tenha feito até agora." Em uma crítica do PopMatters de Demidevil, Nick Malone escreveu que a música era uma das várias músicas da mixtape que era "prestável, se esquecível", descrevendo seu refrão como "não apaixonado" e seus versos como "fraco".
A NPR nomeou "Cry" a 84ª melhor música de 2020, com LaTesha Harris escrevendo: "A força de 'Cry' está na dualidade... a faixa – hyperpop exagerado inspirado em atos de nu-metal como Evanescence – é expansível e vulnerável, oscilando entre gritos viciosos de socos na garganta e respirações delicadas e melosas."

## Vídeo musical
O vídeo musical de "Cry" foi lançado no mesmo dia que a música. Foi dirigido por Mike Anderson e feito em animação CGI, em parte devido à pandemia de COVID-19 e à gravidez de Grimes. O vídeo foi inspirado em ficção científica e anime.

### Sinopse
O vídeo começa com uma garota de cabelos verdes correndo por um beco em uma cidade em ruínas, depois se escondendo atrás de um carro destruído. Ashnikko, que aparece como um demônio com três cabeças e com pedaços de seu corpo faltando, começa a perseguir a garota de cabelos verdes, que atira em Ashnikko, mas tropeça. Ashnikko pega a garota pelo pescoço para ver que ela está usando um pingente com metade de um coração partido antes de rasgar seu corpo ao meio.
Um flashback mostra Ashnikko, desta vez sem mutações, flutuando dentro da cabeça de um mecha no espaço, começando a chorar ao ver seu pingente, que tem a outra metade do coração partido. Em uma floresta escura, Grimes, que é retratada como um grupo de fadas idênticas, dispara um feixe de luz para o céu, que atinge o mecha, fazendo-o explodir. Ashnikko começa a flutuar no espaço sideral, antes de Grimes bater em sua cabeça, fazendo com que ela se transforme em sua versão distorcida de três cabeças. De volta à cidade, Ashnikko caminha em direção à garota de cabelos verdes e começa a sofrer mutações quando as cabeças de Grimes começam a crescer para fora de seus membros.

### Recepção e elogios
O vídeo foi nomeado o quinto melhor videoclipe lançado em junho de 2020 pela Pitchfork, com o escritor Eric Torres escrevendo: "Filme de ação frenético em partes iguais e anime intergaláctico, 'Cry' deslumbra mesmo quando se torna terrível". Escrevendo para a Paper, Brendan Wetmore se referiu ao vídeo como "uma viagem selvagem pelos pesadelos mais gloriosos de Ashnikko" e "uma experiência que é literalmente fora desse mundo". Jamie Muir, do Dork, chamou o vídeo de "obrigatório" e "uma viagem sangrenta de outro mundo". Em uma crítica menos positiva do vídeo, Ashley Reese do Jezebel escreveu: "Eu posso pegar ou largar." "Cry" foi indicado para Melhor Vídeo Pop – Reino Unido no UK Music Video Awards de 2020.

## Faixas e formatos
Download digital e streaming
1. "Cry" – 2:06

## Créditos e pessoal
Créditos adaptados do Tidal.
- Ashnikko – vocais, composição
- Grimes – vocais, composição
- Ebenezer – produção, composição, programação, gravação
- Matt Wolach – assistente de produção
- Melissa Storwick – composição
- John Greenham – masterização
- Mark "Spike" Stent – mixagem

## Desempenho nas paradas musicais
| Parada (2020)                      | Melhor posição |
| ---------------------------------- | -------------- |
| Nova Zelândia (Hot Singles – RMNZ) | 37             |